# EB 122A
Die Güterwagen nach Musterblatt 122A mit den Nummern 83193–83195 waren zweiachsige Spezialgüterwagen, die von den Belgischen Staatsbahnen (EB) 1899 zum Transport von Flachglas angeschafft wurden.

## Geschichte
Für den Transport von Flachglas ließen die EB 1899 bei der Wagenbauanstalt in Seneffe drei spezielle Tiefladewagen bauen. Neben Glasscheiben wurden auch große Stahlplatten und andere flache Lasten befördert. Die Wagen waren eine Weiterentwicklung des 1889 gebauten Wagen Nr. 83192 mit wesentlich geringerer Tragfähigkeit.
Die hölzernen fest mit dem Wagen verbundenen Stützen waren höhenverstellbar, da es damals in Belgien sieben verschiedene Lichtraumprofile bzw. Lademaße gab.
Der Wagen mit der Nr. 83195 war 1900 bei der Weltausstellung in Paris ausgestellt (siehe: Liste von Eisenbahnwagen auf der Weltausstellung Paris 1900). 1905 bei der Weltausstellung im belgischen Lüttich wurde erneut einer der Wagen gezeigt. Auch das 1889 gebaute Vorgängermodell Nr. 83192 wurde auf der damaligen Weltausstellung in Paris präsentiert.
1965 existierten noch zwei Exemplare, die zwischen 1976 und 1980 ausgemustert wurden.